# يواكيم أدو
يواكيم أدو لونجيكي جواو (مواليد 14 يوليو 1992) هو لاعب كرة قدم أنغولي من أصل سويسري يلعب حاليًا مع بترو إتليتيكو في مركز وسط مدافع.

## مسيرته النادي
بدأ أدو مسيرته في نادي سيون السويسري، وتمت إعارته إلى نادي كياسو عام 2013. في يناير 2018، انتقل على سبيل الإعارة إلى هارت أوف ميدلوثيان الاسكتلندي.

## مسيرته الدولية
لعب أدو أول مباراة دولية مع أنغولا في 5 مارس 2014 ضد موزمبيق التي انتهت بالتعادل 1–1. شارك كأساسي واستكمل المباراة كاملة.

## روابط خارجية
- يواكيم أدو على فرق كرة القدم الوطنية.كوم
- يواكيم أدو  على سكروي